# Banda gástrica ajustable
La banda gástrica ajustable es una banda inflable que se coloca alrededor de la porción superior de estómago, con el fin de crear un reservorio pequeño para limitar la cantidad de alimentos y la rapidez con la que pasan a través del mismo. Es un tipo de cirugía bariátrica de tipo restrictivo. 
Es una técnica muy usada en algunos países de Europa y Australia.

## Técnica

Banda gástrica ajustable

En el 2001 la Administración de Alimentos y Drogas (FDA) de EUA aprobó el sistema BGA que consiste en colocar, por medio de una laparoscopia en lugar de la vía abierta o por laparotomía, una banda inflable alrededor de la porción superior del estómago y apretarla como un cinturón para formar un pequeño saco que sirve para formar un nuevo y mucho más pequeño estómago para limitar y controlar la cantidad de alimento que el paciente ingiere y demorar el proceso de vaciado del estómago al intestino (duodeno). El limitar el alimento que se ingiere y prolongar el proceso de vaciado del estómago da como resultado final la pérdida de peso.
Después del procedimiento, el diámetro de la banda alrededor del estómago puede ser ajustado por el médico, ya sea agregando o quitando solución salina.

## Ventajas
El sistema de banda gástrica ajustable ha sido diseñado para una colocación vía laparoscopia, lo cual ofrece las ventajas de reducir el trauma, reducir el dolor posoperatorio, menos días de hospitalización y una recuperación más rápida. No se requiere cortar o grapar el estómago y no hay necesidad de desviar porciones del estómago o intestinos. Si por alguna razón es necesario remover el sistema de banda gástrica ajustable, el estómago generalmente vuelve a su forma natural. Esta cirugía es reversible por medio de otra nueva cirugía.

## Desventajas
Se requiere cambios en los hábitos de alimentación, la pérdida de peso inicial es lenta en comparación con las técnica de derivación y requiere un seguimiento regular más estrecho por parte del médico. A largo plazo y sobre todo en casos de gran obesidad mórbida la BGA tiene mayores complicaciones tardías, reintervenciones , menor pérdida de peso e insatisfacción global que el baipás gástrico.

## Efectos o resultados
Desarrollado para ayudar a la pérdida de peso por un período prolongado, el sistema de la Banda Gástrica Ajustable ha sido utilizado en el mundo entero por los principales cirujanos por laparoscopía para tratar la obesidad severa. 
Como los demás procedimientos de bariátricos restrictivos, el BGA puede no lograr una significativa perdida de peso para aquellos pacientes quienes tienen una obesidad mórbida, de acuerdo a lo indicado por el Índice de masa corporal (IMC) de 40 o más. La técnica exige un seguimiento estricto de la dieta recomendada y no se recomienda para pacientes que no cumplan las recomendaciones dietéticas; se recomienda que practiquen una actividad física regular, pues de lo contrario se presentan complicaciones y fallas en el tratamiento.

## Complicaciones
Además de las usuales complicaciones de toda cirugía bariátrica como desnutrición o desequilibrio hidroelectrolítico, con esta técnica algunas personas también experimentan obstrucción inmediatamente después de la cirugía. Esto se debe a la inflamación del tejido dentro de la banda, debido a la operación, causando una obstrucción del flujo de líquidos y alimento a través del estoma. Esto se resuelve después de varios días sin necesidad de otra cirugía; pero el peor de los casos si se requiere tratar la obstrucción temporal incluyendo la infusión de líquidos por vía intravenosa en un hospital. También se han descritos casos de prolapso gástrico. La mayor complicación es el deslizamiento de la banda con agrandamiento del reservorio, así como esofagitis y reflujo gastroesofágico, que en el 15 o 50% de los casos obligan a retirar la banda y acudir a otros procedimientos como el baipás gástrico.